# Pertusaria oblongata
Pertusaria oblongata är en lavart som beskrevs av Müll. Arg. Pertusaria oblongata ingår i släktet Pertusaria och familjen Pertusariaceae.   Inga underarter finns listade i Catalogue of Life.